# Anaspis rufilabris
Anaspis rufilabris es una especie de coleóptero de la familia Scraptiidae.

## Distribución geográfica
Habita en Europa.